# Byrds (album)
Byrds je dvanácté a poslední studiové album americké rockové skupiny The Byrds, vydané v březnu 1973 u vydavatelství Asylum Records (jde o jediné album skupiny The Byrds vydané u této společnosti). Nahráno bylo od října do listopadu 1972 ve studiu Wally Heider Studios v Hollywood a o produkci se staral David Crosby. Jde o první album skupiny od roku 1966, na kterém hraje původní sestava skupiny: Roger McGuinn (který jako jediný hrál na všech albech), Gene Clark, David Crosby, Chris Hillman a Michael Clarke.

## Seznam skladeb
| Pořadí | Název                       | Autor                        | Délka |
| ------ | --------------------------- | ---------------------------- | ----- |
| 1.     | Full Circle                 | Gene Clark                   | 2:43  |
| 2.     | Sweet Mary                  | Roger McGuinn, Jacques Levy  | 2:55  |
| 3.     | Changing Heart              | Gene Clark                   | 2:42  |
| 4.     | For Free                    | Joni Mitchell                | 3:50  |
| 5.     | Born to Rock 'n' Roll       | Roger McGuinn                | 3:12  |
| 6.     | Things Will Be Better       | Chris Hillman, Dallas Taylor | 2:13  |
| 7.     | Cowgirl in the Sand         | Neil Young                   | 3:24  |
| 8.     | Long Live the King          | David Crosby                 | 2:17  |
| 9.     | Borrowing Time              | Chris Hillman, Joe Lala      | 2:00  |
| 10.    | Laughing                    | David Crosby                 | 5:38  |
| 11.    | (See the Sky) About to Rain | Neil Young                   | 3:49  |

## Obsazení
The Byrds
- Roger McGuinn – kytara, banjo, Moog syntezátor, zpěv
- Gene Clark – kytara, harmonika, tamburína, zpěv
- David Crosby – kytara, zpěv
- Chris Hillman – baskytara, kytara, mandolína, zpěv
- Michael Clarke – bicí, perkuse, konga

Ostatní hudebníci
- Wilton Felder – baskytara v „Cowgirl in the Sand“
- Johnny Barbata – bicí v „Cowgirl in the Sand“
- Dallas Taylor – konga, tamburína